# Nili
Nili (també Layli) és una petita ciutat de l'Afganistan, capital del districte de Nili i de la província de Daykundi, i té un petit aerodrom. Té mal clima i mals accessos. El 2007 les Nacions Unides hi van obrir una oficina i el desembre del 2008 la senyora Azra Jafari fou nomenada alcaldessa pel president Hamid Karzai, sent la primera dona a exercir aquest ofici a l'Afganistan.